# Zsigmond Asperger
Zsigmond Asperger ou Sigismund Asperger foi um padre húngaro do século XVII, missionário na América Espanhola que ficou conhecido como "o médico húngaro", quando curou inúmeros nativos Guaranis do Paraguay que sofriam de uma epidemia de peste nas Missões Jesuíticas de La Plata.
Formado em Medicina, também foi professor na Universidade Nacional de Córdoba.  
Por mais de um século, os únicos remédios utilizados no Paraguay, eram os retirados dos manuscritos e receitas simples que Zsigmond deixou escritos neste país.